# Салтыково (Земетчинский район)
Салтыково (Благовещенское) — село в Земетчинском районе Пензенской области России. Административный центр Салтыковского сельсовета.

## География
Село расположено в 16 км к северо-западу от районного центра Земетчино, по обе стороны реки Турчи, левого притока Выши, станция на железнодорожной ветке Земетчино-Сасово.

## История
Основано боярами Салтыковыми на земле, отказанной им в 1688 году. Поместье включало в себя «дикое поле в Шацком уезде, за Ценским лесом, в урочищах: от Ценского лесу вверх по реке Вышу в правую сторону до усть речки Раева и вверх речкою Раевою по правую сторону до Раевской дубровы, до Ценского лесу, по правую сторону до Выши реки». На этих землях Салтыковы основали села Салтыково, Оторму, Рянзу. Крестьяне из сел Кимры Кашинской вотчины Салтыковых (около 1696 года), Девичьи Рукава Шацкого уезда (в 1712 году). Являлось волостным центром Моршанского уезда Тамбовской губернии.
Клировые ведомости по церкви с. Салтыково за 1848 г. см. ГАТО (ф. 181, оп.1, е.хр. 1146). Перед отменой крепостного права в селе показано за Елизаветой Федоровной Давыдовой 272 ревизских души крестьян, 12 ревизских душ дворовых людей, 93 тягла на барщине и 7 тягол, состоящих частью на барщине, частью на оброке (платили в год с тягла 25 рублей и обязаны были жать по 1 десятине господского хлеба), у крестьян 53 двора на 71 десятине усадебной земли (в том числе под конопляником 34 дес.), 440 дес. пашни, 136 дес. сенокоса, у помещицы 724 дес. удобной земли, в том числе леса и кустарника 241 дес., сверх того 85 дес. неудобной земли (Приложение к Трудам, т.3, Морш. у., № 6). В 1862 году в селе были 1 мельница, 4 маслобойки (конопляное масло). В 1877 — церковь, лавка, дегтярный завод. В 1882 году в селе показано имение княгини Марии Александровны Мингрельской, у неё 2300 десятин земли, в том числе 300 — леса, из них 200 пашни она сдавала в многолетнюю аренду за 1430 рублей в год и 100 десятин — погодно, а также сад за 250 рублей; в имении — 58 рабочих и экипажных лошадей, 54 коровы, 38 свиней. В крестьянской части в 1881 году во всех четырёх обществах 394 двора, 34 грамотных мужчины, грамотных женщин нет, 12 учащихся мальчиков, 2684 десятины надельной земли, 810 десятин брали в аренду, 773 рабочих лошади, 518 коров, 2400 овец, 598 свиней, 47 семей занимались пчеловодством (644 улья), 83 сада с 3516-ю плодовыми деревьями.
В 1913 в селе экономия княгини Оболенской, земская и церковно-приходская школы, земская больница с амбулаторией и аптекой, кредитное товарищество, с.-х. склад земледельческих орудий, базар. В 1925 — крупная мельница, перерабатывающая в год 172 тыс. пудов ржи.
С 1928 года в составе Земетчинского района. В 1934 году — центр сельсовета, 5 колхозов: имени Сталина, 1 Мая, «Ударник», «Победа», «Ленинский путь»; 654 хозяйства.
В 1941—1945 годах — районный центр Салтыковского района Пензенской области, центральная усадьба колхоза имени Сталина.

## Население
| 1858  | 1862  | 1877  | 1881  | 1897  | 1926  | 1934  |
| ----- | ----- | ----- | ----- | ----- | ----- | ----- |
| 1583  | ↗1587 | ↗2264 | ↗2736 | ↘2681 | ↗3343 | ↘3241 |
| 1936  | 1959  | 1979  | 1989  | 1996  | 2002  | 2010  |
| ↗3349 | ↘2096 | ↘1356 | ↘1125 | ↘1119 | ↘925  | ↘812  |

## Современное состояние
В конце XX века в селе — сельскохозяйственное товарищество «Салтыково» (на базе бывшего совхоза «Юрсовского»), специализация — растениеводство, мясо-молочное животноводство. Сыродельный завод, хлебопекарня. больница, аптека, средняя школа, дом культуры, комбинат бытового обслуживания. При школе стадион и спортзал. Действующая церковь с престолом во имя Михаила Архистратига (памятник архитектуры начала 20 века). Памятник односельчанам, погибшим в годы Великой Отечественной войны.